# Politiken

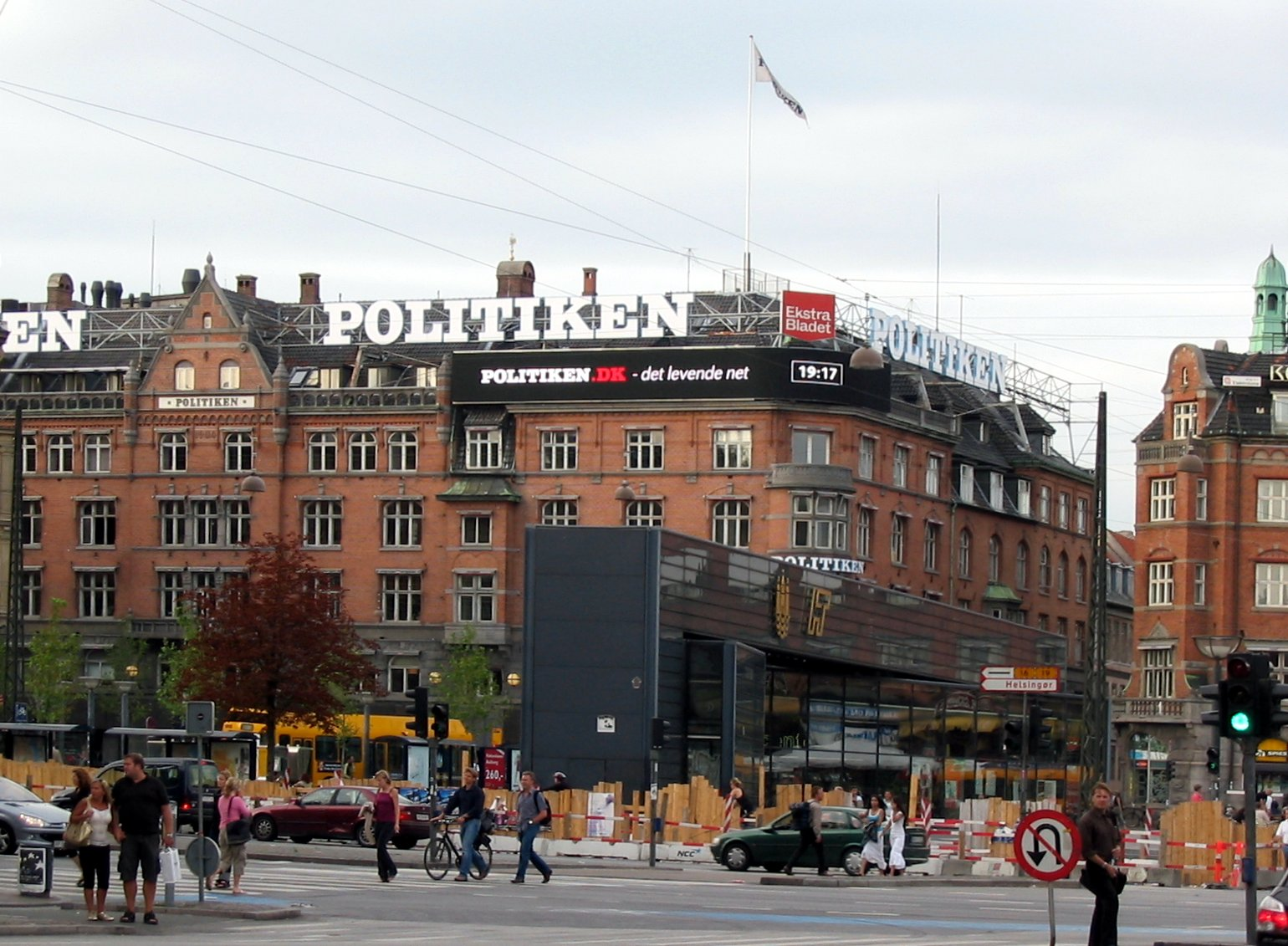
Kantoor van Politiken.

Politiken (spreek uit: politieken) is een Deense krant. De krant is een van de grootste van Denemarken en heeft een sociaal-liberaal karakter. Politiken wordt uitgegeven door JP/Politikens Hus, dat in 2003 werd opgericht na een fusie tussen Politikens Hus, de uitgever van Politiken en de tabloid Ekstra Bladet, en Jyllands-Posten.
Dagbladet Politiken werd op 1 oktober 1884 opgericht in Kopenhagen door Viggo Hørup, Edvard Brandes en Herman Bing. Het hoofdkantoor is gevestigd aan Rådhuspladsen (het Stadhuisplein) in het centrum van Kopenhagen.
De krant heeft dagelijks ongeveer 110.000 lezers. Op weekdagen, met uitzondering van vrijdag, bestaat Politiken uit twee katernen. Op vrijdag wordt de uitgaansbijlage iByen toegevoegd; op zaterdag worden meerdere katernen toegevoegd, waaronder de boekenbijlage Bøger, een wetenschapskatern, en Lørdagsliv ('Zaterdagsleven') en Søndagsliv ('Zondagsleven').
Naast de normale Politiken bestaat een wekelijks verschijnende internationale editie, Politiken Weekly.
De huidige hoofdredacteur is Christian Jensen.